# Oxytate jannonei
Oxytate jannonei is een spinnensoort in de taxonomische indeling van de krabspinnen (Thomisidae).
Het dier behoort tot het geslacht Oxytate. De wetenschappelijke naam van de soort werd voor het eerst geldig gepubliceerd in 1940 door Lodovico di Caporiacco.